# Frank Broers
Frank Broers (Alkmaar, 29 augustus 1977) is een voormalig Nederlands profvoetballer. Hij speelde als verdediger.
Hij begon zijn voetbalcarrière bij TSC Oosterhout. Van daaruit ging hij naar de jeugdopleiding van NAC. Dat leverde hem in het seizoen 1997/98 een plaats bij de hoofdmacht op. Hij maakte zijn debuut in het Nederlandse betaalde voetbal op 14 maart 1998 in de competitiewedstrijd NAC-FC Twente (1-0). Hij zat vaak op de bank, maar in het het seizoen 1999/00 – toen NAC in de Eerste divisie speelde – stond hij regelmatig in de basis. Eenmaal terug in de Eredivisie, belandde hij weer op de bank.
Daarom vertrok hij en ging voetballen voor Emmen. Hier speelde hij goed en vertrok daarom naar het hoger gewaardeerde Sparta Rotterdam. Daar wist hij in z'n eerste seizoen vijf maal te scoren als verdediger, maar toen Sparta in het seizoen 2005/06 weer promoveerde naar de Eredivisie was er geen plaats meer voor hem en kon hij gaan voetballen bij VVV-Venlo. Hij promoveerde met VVV-Venlo in 2007 naar het hoogste niveau. In het begin van het seizoen 2007/08 keerde Broers terug bij zijn oude club Emmen. In het seizoen 2008/09 speelde Broers voor Go Ahead Eagles. Hierna kwam er een einde aan zijn profloopbaan en ging hij nog een seizoen spelen als amateur bij de zaterdag-hoofdklasser Kozakken Boys. 
Tijdens zijn voetbalcarrière (2005) is Frank al gestart met zijn eigen business ‘Fitmasters’, personal training binnen sportscholen. Na zijn carrière (2010) is Frank hier fulltime mee aan de slag gegaan. En inmiddels is Fitmasters met een eigen trainingslocatie gevestigd onder de eretribune van het Rat Verlegh stadion, NAC Breda. 
Frank heeft meerdere wereldwijde marathons gelopen. 
2017, London (3:12:00), Berlin (3:46:35) 
2018, Tokyo (3:07:46), New York (3:01:33) 
2019, Boston (3:03:21), Chicago (2:53:45)

## Profstatistieken
| seizoen | club            | land      | competitie     | duels | goals |
| ------- | --------------- | --------- | -------------- | ----- | ----- |
| 1997/98 | NAC             | Nederland | Eredivisie     | 8     | 0     |
| 1998/99 | NAC             | Nederland | Eredivisie     | 3     | 0     |
| 1999/00 | NAC             | Nederland | Eerste divisie | 27    | 5     |
| 2000/01 | NAC             | Nederland | Eredivisie     | 9     | 1     |
| 2001/02 | Emmen           | Nederland | Eerste divisie | 28    | 1     |
| 2002/03 | Emmen           | Nederland | Eerste divisie | 29    | 0     |
| 2003/04 | Sparta          | Nederland | Eerste divisie | 28    | 5     |
| 2004/05 | Sparta          | Nederland | Eerste divisie | 31    | 2     |
| 2005/06 | VVV-Venlo       | Nederland | Eerste divisie | 27    | 0     |
| 2006/07 | VVV-Venlo       | Nederland | Eerste divisie | 19    | 2     |
| 2007/08 | FC Emmen        | Nederland | Eerste divisie | 21    | 0     |
| 2008/09 | Go Ahead Eagles | Nederland | Eerste divisie | 12    | 1     |
| Totaal  | Totaal          | Totaal    | Totaal         | 242   | 17    |